# Камыши (Волгоградская область)
Камыши — хутор в Калачёвском районе Волгоградской области России. Входит в состав Ильевского сельского поселения. Население 397 чел. (2010) .

## История
В соответствии с Законом Волгоградской области от 20 января 2005 года № 994-ОД «Об установлении границ и наделении статусом Калачёвского района и муниципальных образований в его составе» , хутор вошёл в состав образованного Ильевского сельского поселения. 

## География
Расположен в юго-западной части региона, в степной зоне, в пределах Ергенинской возвышенности, относящейся к Восточно-Европейской равнине, у р. Дон. Пригород г. Калач-на-Дону. 
Абсолютная высота 45 метров над уровнем моря.
Уличная сеть
состоит из 24 географических объектов:
- Переулки: Березовый пер., Зеленый пер., Новый пер., Садовый пер., Спортивный пер., Строительный пер., Юбилейный пер.
- Садовое товарищество: снт Дон
- Улицы: ул. Библиотечная, ул. Братская, ул. Дачная, ул. Донская, ул. Казачья, ул. Калачевская, ул. Колхозная, ул. Лесная, ул. Мирная, ул. Молодежная, ул. Песчаная, ул. Почтовая, ул. Степная, ул. Центральная, ул. Школьная, ул. Юбилейная

## Население
| 2010 |
| ---- |
| 397  |

Гендерный состав
По данным Всероссийской переписи населения 2010 года в гендерной структуре населения из 397 человек мужчин — 186, женщин — 211 (46,9 и 53,1 % соответственно).
Национальный состав
Согласно результатам переписи 2002 года, в национальной структуре населения
русские составляли 93 % из общей численности населения в 540 чел. .

## Инфраструктура
Развитое сельское хозяйство. Личное подсобное хозяйство. 

## Транспорт
Выезд на автомагистраль E 40—М21 «Волгоград—Кишинёв»
Просёлочные дороги. 